# 전주이씨 칠산군파 종중문서
전주이씨칠산군파종중문서(全州李氏漆山君派宗中文書)은 대한민국 전북특별자치도 전주시에 있는, 전주이씨 고림군(高林君) 이훈(李薰)의 아들인 칠산군 이선손(李璿孫)과 그로부터 10여대에 이르는 후손들에 관련된 고문서이다. 1982년 8월 30일 전라북도의 유형문화재 제103호로 지정되었다.

## 개요
이 종중 문서는 전주이씨 고림군(高林君) 이훈(李薰)의 아들인 칠산군 이선손(李璿孫)과 그로부터 10여대에 이르는 후손들에 관련된 고문서이다. 전주이씨 칠산군파 종가집에서 소장하고 있는데, 약 500년 전인 조선초기 이래의 고문서로 모두 중요한 문화재적 가치가 있는 문적들이다. 한지에 쓰여진 이 고문서는 조선시대의 가족제도, 노예제도, 경제제도, 관습의례, 윤리도덕, 문화예술, 사회구조 및 당시의 이두를 연구하는 데 소중한 자료이다.

## 참고 자료
- 전주이씨칠산군파종중문서 - 국가유산청 국가유산포털